# Макаров, Кирилл Дмитриевич
Кири́лл Дми́триевич Мака́ров (род. 7 января 1987, Ленинград, СССР) — российский футболист, полузащитник.

## Карьера
Воспитанник петербургского «Зенита». В 2005 году выступал за фарм-клуб во Втором дивизионе. В марте 2006 года пополнил ряды клуба «Луч-Энергия». Единственный матч в Премьер-лиге провёл 13 мая против «Томи» (1:2), заменив на 35-й минуте Алексея Архипова. В том же году в летнее трансферное окно перешёл в «Химки», с которыми вышел в Премьер-Лигу. Однако, перед началом следующего сезона покинул команду и подписал контракт с клубом «Металлург-Кузбасс». В 2009 году защищал цвета ФСА. Зимой 2010 года пополнил ряды московского «Торпедо». Летом того же года перешёл в «Сокол». В сезоне 2011/12 вновь выступал за «Металлург-Кузбасс». 2013 год провёл в «Питере» и «Руси», после чего завершил карьеру.

## Достижения
- Победитель Первого дивизиона: 2006
- Победитель зоны «Восток» Второго дивизиона: 2011/12